# Ijuw
Ijuw este un district din Nauru cu 180 locuitori și o suprafață de 1,1 km².